# Frank E. Lucas
Franklin Earl „Frank“ Lucas (* 4. August 1876 in Grant City, Worth County, Missouri; † 26. November 1948 in Buffalo, Wyoming) war ein US-amerikanischer Politiker (Republikanische Partei), der von 1924 bis 1925 als kommissarischer Gouverneur des Bundesstaates Wyoming amtierte.

## Werdegang
Lucas besuchte öffentliche Schulen und zog dann 1899 nach Buffalo, Wyoming. Er trat der Republikanischen Partei bei. Er diente zuerst in der dreizehnten und vierzehnten State Legislature im Repräsentantenhaus und dann in der fünfzehnten und sechzehnten State Legislature im Senat von Wyoming. Dann kandidierte er für den Posten des Secretary of State und diente nach erfolgreicher Wahl vom 1. Januar 1923 bis zum 3. Januar 1927. Nach dem Tod von Gouverneur William B. Ross führte er bis zur nächsten Gouverneurswahl 1925 die Amtsgeschäfte als kommissarischer Gouverneur fort. Nach seiner Amtszeit als Secretary of State kehrte er nach Buffalo zurück, wo er als Redakteur und Verleger des Buffalo Bulletin tätig war.